# 被動攻擊型人格障礙症
被動攻擊型人格障礙症（Passive-Aggressive Personality Disorder, PAPD），又稱為被動攻擊性人格、消極型人格障礙。出處位於第四版《精神疾病診斷與統計手冊》DSM-IV（1994），但在 DSM-IV-TR（2000）中並未列入診斷標準，在後來的DSM-V（2013）中也沒有被重新列入。原因是被動攻擊行為是人基於本我的一種自我心理防衛機制行為。儘管如此，DSM-5並未完全忽略被動攻擊型行為，而是將其視為一種可能出現在其他人格障礙或臨床狀況中的特徵，並沒有將其獨立成一個診斷標準。被動攻擊行為是被動攻擊性人格障礙一定會出現的症狀。

## 表現
在DSM-4的描述當中被動攻擊型人格障礙症的主要特徵是通過間接和隱晦的方式表達敵意。患者會表現出不直接表達的抗拒、遲延、拖延、消極抵抗、懶散等行為，這些行為本質上是對抗與反抗，但通常隱藏在表面下，並不顯現出明顯的對抗性。用一句話說就是，涉及在多種情境中表現出“持久的消極態度和對充分履行要求的被動抵抗”。

## 成因
被動攻擊型人格障礙症可能源自特定的童年刺激（例如，酗酒或吸毒的父母、霸凌、虐待），在這種環境下(那些不允許誠實表達情感的家庭)表達沮喪或憤怒不安全。往往會教孩子壓抑和否認自己的情感，並通過其他方式來表達他們的挫折。例如，如果表達憤怒會遭受身體和心理上的懲罰，孩子們就可能會傾向於變得被動攻擊。
那些在表現敵意時加以掩飾的孩子，可能難以表達自己的需求，並且無法發展更好的應對策略或自我表達的技巧。他們可能會在成年後，在“誘惑性的外表”下，心中卻藏有“報復性的意圖”，如提莫西·F·墨菲和洛麗安·奧伯林所言。另一種情況是，這些人可能只是比其他人更難以表現出直接的攻擊性或自信。馬丁·坎托爾（Martin Kantor）指出，個體的被動攻擊行為可能來自三個方面的衝突：依賴、控制和競爭，且一個人如果只是偶爾在少數人面前表現出被動攻擊行為，也可以被認為是被動攻擊型人格。

## 診斷

### DSM-5
根據《精神障礙診斷與統計手冊》（DSM）第五版，這一診斷已經被大多數忽略，對應的診斷可為「其他特定人格障礙」或「未特定人格障礙」，因為這些個體可能符合人格障礙的一般標準，但該病症並未被納入DSM-5分類。儘管 DSM-IV 中確實有關於被動攻擊型人格障礙的診斷標準，但在DSM-5中，這一診斷已被移除，並被認為是某些其他人格障礙或情境的表現，而不再是一個獨立的診斷。很多臨床學者認為這樣的行為可以通過“不適應”來解釋，並不需要作為獨立的診斷類別來對待。

### DSM-4
在DSM-IV中被移至附錄B（提供進一步研究的標準和軸線），根據DSM-IV，患有被動攻擊性人格障礙的人常常表現出「明顯地矛盾，從一種行動方針轉變成另一種相反的行動方針。會呈現混亂的樣貌，導致與他人不停的爭執，並讓自己無止盡的失望。」這些人的特徵是「對他人的依賴與自我主張的慾望之間存在著激烈的衝突」。儘管表面上表現出自信心，但他們的自信心往往很脆弱，造成其他人對他們的反應充滿敵意和消極反應。如果該行為是在重度憂鬱發作期間，可歸因於持續性憂鬱症，則不會診斷為此病症。
根據DSM-IV，被動攻擊型人格障礙的診斷標準如下：
1. 持久的消極態度與態度表現：表現出對他人或情境的消極或敵意，尤其是當這些情緒無法直接表達時。
2. 遲緩與拖延：例如在完成任務、遵循規則或處理要求時故意拖延、延遲或健忘。患者可能表現出逃避責任或隱性反抗。
3. 消極的抗拒態度：對於要求、指令或他人的建議，存在拖延、抱怨、或無行動，雖然表面上看似順從。
4. 責任轉移與自我賠償：出現問題或未達到期望時，患者可能會表現出責任推卸或指責他人，避免對自己行為的承擔。
5. 不表現或隱蔽的敵意：患者可能不直接表達不滿或敵意，卻表現出不合作、抵抗或阻礙他人達成目標的行為。

這些特徵使得被動攻擊型人格障礙症在DSM-IV中被定義為一種人格障礙。然而，隨著時間的推移，這一診斷標準受到批評，並在DSM-IV-TR中被移除，因為缺乏足夠的科學證據來支持其臨床有效性和可靠性。許多過去被歸類為被動攻擊的行為被重新定義為其他更具體的行為模式。

### DSM-3-R
被動攻擊型人格障礙曾在DSM-III-R中列為第二軸人格障礙，而在2013年5月18日終於正式公佈DSM-5版本中已刪除五軸式診斷系統。

### ICD-10
世界衛生組織的國際疾病分類（ICD-10）第10版將被動攻擊性人格障礙納入「其他特定人格障礙」標題（描述：「不符合任何特定人格障礙的人格障礙」）。 F60.0–F60.7"）。 「其他特定人格障礙」的 ICD-10 代碼是F60.8。對於此精神科診斷，病情必須符合臨床描述和診斷指南中F60下列出的 人格障礙的一般標準。
人格障礙的一般標準包括明顯不和諧的行為和態度（涉及情緒功能等功能領域－體驗影響的能力：情緒或感覺，涉及感知和思考方式、衝動控制、喚醒、與他人相處的方式）、異常行為模式（持久的、長期存在的）、個人痛苦和異常行為模式必須明顯具有適應不良性和普遍性。人格障礙必須在兒童期或青春期出現並持續到成年。
世界衛生組織的「研究診斷標準」中並沒有提出被動攻擊型人格障礙的具體診斷標準。

### Millon亞型
心理學家西奧多·米隆提出了「消極主義者」（消極攻擊型）的四種亞型。任何個人消極主義者都不得表現出以下任何一項或其中一項：
| 亞型             | 描述                 | 性格特徵 |
| ---------------- | -------------------- | --- |
| 動盪型消極主義者 | 包括邊緣特徵         | 情緒以令人困惑、難以理解和神秘的方式波動；很難理解或掌握自己反復無常且難以捉摸的情緒；在主觀和內心心理層面上不斷搖擺、處於變動狀態，並且猶豫不決。 |
| 不滿型消極主義者 | 包括憂鬱特徵         | 常抱怨、心胸狹窄、暴躁、胡思亂想、怨憤的、控告、煩躁、焦慮和喜怒無常；在偽裝下抱怨；避免對抗；訴諸合理但微不足道的表達不滿。                       |
| 迂迴型消極主義者 | 包括反社會和依賴特徵 | 反對的方式以迂迴、錯綜複雜和模棱兩可呈現，例如拖延、磨蹭、健忘、低效、忽視、固執、間接和狡猾地發洩怨恨和抵抗行為。                                 |
| 磨蝕型消極主義者 | 包括施虐特徵         | 好爭吵、固執、糾纏、愛爭論；易怒、尖刻、貶低、腐蝕和尖酸刻薄，經常反駁和貶低；幾乎沒有良心和悔意。（此診斷在DSM中已不再有效）                      |

## 治療
精神科醫師坎特提出了一種使用心理動力學、支持性、認知、行為和人際治療的治療方法。這些方法適用於被動攻擊型人格本身及其目標受害者。

## 歷史
1952年，第一版《精神疾病診斷與統計手冊》（DSM-I）將「被動攻擊性」、 「被動依賴型」和「攻擊性」類型一起列在「被動攻擊性人格」下。這三種類型被視為同一病理的表現，即對焦慮的「神經症反應」。
1987年，《精神障礙診斷與統計手冊》第三版修訂版（DSM-III-R）指出，被動–攻擊型障礙的特徵之一是“因拖延和遊手好閒而沒有做家務或沒有儲備食物到廚房”。
2013年，這一診斷並沒有被納入DSM-5中，其中一個決策因素是缺乏充分的證據支持其有效性，以及診斷標準的內部一致性差。